# Bernd Lange
Bernd Lange (ur. 14 listopada 1955 w Oldenburgu) – niemiecki polityk, nauczyciel i działacz związkowy, poseł do Parlamentu Europejskiego IV, V, VII, VIII, IX i X kadencji.

## Życiorys
Ukończył studia teologiczne na Uniwersytecie w Getyndze. Przez ponad dziesięć lat pracował jako nauczyciel w gimnazjum w miejscowości Burgdorf w regionie Hanower.
Od 1994 do 2004 sprawował mandat posła do Parlamentu Europejskiego, reprezentując Socjaldemokratyczną Partię Niemiec, do której wstąpił w połowie lat 70. Po odejściu z PE stanął na czele działu europejskiego i gospodarczego w jednym z okręgów zrzeszenia związków zawodowych Deutscher Gewerkschaftsbund.
Na skutek wyborów w 2009 po pięcioletniej przerwie powrócił do Europarlamentu. W VII kadencji przystąpił do grupy Postępowego Sojuszu Socjalistów i Demokratów, a także do Komisji Handlu Międzynarodowego. W 2014, 2019 i 2024 z powodzeniem ubiegał się o reelekcję.